# JKCS 041
JKCS 041 je najbolj oddaljena jata galaksij, ki je bila kadarkoli opazovana (leta 2009). Njena oddaljenost je ocenjena na 10,2 milijarde ly. Ima rdeči premik 1,9. Najdemo jo v ozvezdju Kita. Njena rektascenzija je 2h 26m 44s, njena deklinacija pa -04° 41 ` 37˝. Jata ima vsaj 19 članic.